# Spontán szimmetriasértés
A fizikában a spontán szimmetriasértés akkor következik be, amikor egy rendszernek, ami szimmetrikus egy szimmetriacsoporttal szemben, olyan vákuumállapota van, ami nem szimmetrikus. Ekkor a rendszer nem látszik szimmetrikusan viselkedni. Ez egy olyan jelenség, ami sok helyzetben bekövetkezik. A szimmetriacsoport lehet diszkrét, mint például egy kristály tércsoportja, vagy folytonos (azaz egy Lie-csoport), mint a térbeli forgatások csoportja.
Egy közönséges példa a jelenség szemléltetésére egy domb csúcsán pihenő labda. Ez a labda egy teljesen szimmetrikus állapotban van. Mindazonáltal ez nem egy stabil állapot: a labda könnyen legurulhat a dombról. Egyszer a labda le is fog gurulni ilyen vagy olyan irányban. A szimmetria sérül, mert a labda legurulásának iránya önkényesen kiválasztott egyetlen irányt a sok lehetséges közül, amik együtt voltak szimmetrikusak. A szimmetriából annyi maradt, hogy a lehetséges legurulási irányokat ugyanaz a transzformáció viszi egymásba – a domb tengelye körüli forgatás –, amivel szemben a rendszer szimmetrikus volt.
2008-ban a fizikai Nobel-díjat három japán tudós –  Nambu Joicsiro,  Kobajasi Makoto és Maszkava Tosihide – kapta megosztva (½ + 2×¼) a  spontán szimmetriasértés mechanizmusának felfedezéséért, valamint azért, mert megsejtették, hogy legalább három kvarkcsalád létezik a természetben.

## Matematikai példa: a sombrero-potenciál

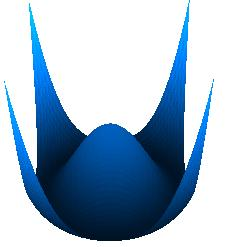
A spontán szimmetriasértő függvény alakja

A fizikában a Lagrange-függvény határozza meg a hatáselven keresztül egy rendszer viselkedését. A kinetikus és a potenciális energia segítségével a következő alakban írható:
{\displaystyle \ L=T-V,}
ahol T a kinetikus, V pedig a potenciális energia.
A Lagrange-függvény kinetikus és potenciális részre bontható:
{\displaystyle L=\partial ^{\mu }\phi \times \partial _{\mu }\phi -V(\phi )} (1)
A potenciálkifejezés (V(φ)) okozza a szimmetriasértést. Egy példa a potenciálra a jobb oldali ábrán látható:
{\displaystyle V(\phi )=-10|\phi |^{2}+|\phi |^{4}\,} (2)
Ez a potenciál sok lehetséges minimummal (vákuumállapot) rendelkezik:
{\displaystyle \phi ={\sqrt {5}}e^{i\theta }} (3)
minden valós θ esetén 0 és 2π között. A rendszernek van egy instabil vákuumállapota is φ = 0 -ban. Ebben az állapotban a Lagrange-függvénynek van egy unitér U(1)-szimmetriája. Ha viszont a rendszer valamelyik stabil vákkuumállapotba zuhan (θ egy megválasztásának megfelelően), ez a szimmetria elveszik, azaz spontán sérül.
A Standard modellben a spontán szimmetriasértést a Higgs-bozon viszi végbe, és ő felelős a W- és Z-bozonok tömegéért, valamint a fermionok tömegéért is egy-egy Yukawa-kölcsönhatáson keresztül.

## Szélesebb fogalom
Általában véve előfordulhat spontán szimmetriasértés nemvákuum helyzetekben és nem hatás segítségével leírt rendszerekben is. Az alapvető fogalom itt a rendparaméter. Ha egy mező (gyakran egy háttérmező) aminek a várható értéke (nem feltétlenül a vákuum várható értéke) nem invariáns a kérdéses szimmetriával szemben, akkor azt mondjuk, hogy a rendszer rendezett fázisban van, és a szimmetria spontán sérül. Ez azért van, mert az alrendszerek kölcsönhatnak a rendparaméterrel, ami úgymond "vonatkoztatási rendszert" képez a mérés számára.

### Példák
- Ferromágneses anyagok esetén az őket leíró törvények invariánsak a térbeli forgatásokkal szemben. Itt a rendparaméter a mágnesezettség, ami a mágneses dipólussűrűséget méri. A Curie-hőmérséklet felett a rendparaméter nulla, ami forgásinvariáns és nincs szimmetriasértés. A Curie-hőmérséklet alatt azonban a mágnesezettség állandó (az ideális helyzetben, teljes egyensúlyban, különben a transzlációs szimmetria is sérül) nemnulla értéket vesz fel, ami egy bizonyos irányba mutat. A maradék forgásszimmetriák, amik nem változtatják meg ezt az irányt, nem sérülnek, de a többi sérül.

## Fordítás
Ez a szócikk részben vagy egészben  a   Spontaneous symmetry breaking című angol Wikipédia-szócikk fordításán alapul.  Az eredeti cikk szerkesztőit annak laptörténete sorolja fel. Ez a jelzés csupán a megfogalmazás eredetét és a szerzői jogokat jelzi, nem szolgál a cikkben szereplő információk forrásmegjelöléseként.